# グスタボ・バジェシージャ
エクソン・グスタボ・バシェシージャ・ゴドイ（Exon Gustavo Vallecilla Godoy, 1999年5月28日 - ）は、エクアドル・エスメラルダス県エスメラルダス出身のサッカー選手。メジャーリーグサッカー・FCシンシナティ所属。ポジションはDF。

## クラブ経歴
2014年にデポルティーボ・クエンカのユースアカデミーに入所。2016年に17歳でトップチームに昇格。11月27日のムシェク・ルナSC戦でプロデビュー。2018年シーズンより出場機会が増え、同年シーズンはリーグ戦15試合に出場。同年8月にSDアウカスに移籍。2020年シーズンはバルセロナSCにローン移籍でプレー。15試合に出場し、リーグ優勝も経験。シーズン終了後にアウカスに復帰した。
2021年4月5日、FCシンシナティへの1年間のローン移籍が発表された。

## 代表経歴
2019年にU-20のエクアドル代表として南米ユース選手権に出場し、優勝に貢献。更に2019 FIFA U-20ワールドカップでも旋風を起こし、3位入賞を果たした。